# Jedinstveni Prsten
Jedinstveni Prsten je prsten iz trilogije J.R.R. Tolkiena Gospodar prstenova. 
Jedinstveni Prsten bio je najveći od svih Prstenova Moći. Sauron ga je stvorio da vlada svim ostalima, a da bi to postigao morao je u njega uložiti mnogo svoje vlastite snage i volje. Tako je Prsten postao izvorom velike moći za Saurona, ali je također bio i njegova slaba točka, jer bi uništenje Prstena u vatrama Klete gore značilo i Sauronovu propast.

## Opći podaci
Datum stvaranja: oko 1600. godine Drugog doba 

Datum uništenja: 25. ožujka 3019. godine Trećeg doba

Tvorac: Sauron

Mjesto stvaranja: Kleta Gora u Mordoru

Nosioci: Isildur, Déagol, Smeagol/Gollum, Bilbo Baggins, Frodo Baggins, Sam Gamgee

Izgled: jednostavan zlatni prsten s natpisom na "crnom jeziku" koji se pojavljuje u vatri

## Opis i moći
Jedinstveni Prsten je bio sasvim običan i zlatan, bez ikakvih ukrasa i dragulja. Njegova se veličina mijenjala kako bi pristajala osobi koja ga je u trenutku nosila. Izgledao je potpuno jednostavno, bez ikakvih ureza ili oznaka, ali kad je bio ugrijan vatrom pojavio bi se natpis s vanjske i unutrašnje strane. Natpis je bio pisan vilenjačkim pismom jer su bila potrebna fina slova, ali jezik je bio Crni jezik Mordora. Pisalo je:
| Natpis na Prstenu na Crnom jeziku Mordora | Romanizirani natpis                                                                    | Prijevod |
| ----------------------------------------- | -------------------------------------------------------------------------------------- | --- |
|                                           | Ash nazg durbatulûk, Ash nazg gimbatul Ash nazg thrakatulûk agh burzum-ishi krimpatul. | Prsten Jedan da zavlada svima, Prsten Jedan što traži i seže, Prsten Jedan da spoji se s njima i u tami ih sveže. |

### Sauron i Prsten
S Jedinstvenim Prstenom, Sauron je mogao čitati i upravljati mislima onih koji su nosili ostale Prstenove Moći, postavši tako Gospodarom Prstenova. Drugi Prstenovi su bili podložni Jedinstvenome jer su ih izradili vilenjaci iz Eregiona znanjem i vještinama kojima ih je podučio sam Sauron, prevarivši ih glede svog pravog identiteta. To se odnosilo i na Tri Prstena, koje Sauron nikad nije ni dotaknuo.
Kroz Devet Prstenova, Sauron je dobio potpunu vlast nad ljudima koji su ih nosili i oni su postali Prstenove utvare ili Nazgûli. Patuljci koji su nosili Sedam Prstenova oduprijeli su se Sauronovoj volji, ali postali su pohlepni i iznad svega cijenili zlato. Tri Prstena su sakrili Vilenjaci kad je stvoren Jedinstveni Prsten, i nisu ih koristili dok ga je Sauron nosio.
Moći ostalih Prstenova ovisile su o Jedinstvenom. Njegovo uništenje je značilo i gubitak moći ostalih, i sve što je bilo uz njihovu pomoć napravljeno ili uzdržavano polako bi nestalo.
Da Jedinstveni Prsten postane toliko moćan da bi mogao upravljati svima ostalima, Sauron je morao u njega uložiti puno svoje vlastite snage i volje. Kad je rukovao njime, moć mu je bila još veća. Kad je bio odvojen od njega - kao kad mu ga je oduzeo Isildur - Sauronu je to bio težak udarac. Ali dok je Prsten još postojao, Sauron je na daljinu uzdržavao vezu s njegovim moćima i uspio je vratiti veliki dio svoje prijašnje snage.

### Uništenje Prstena
Ako bi Jedinstveni Prsten bio uništen, ujedno bi i Sauron bio uništen jer tada više ne bi imao dovoljno snage da sam sebe drži na životu i postao bi ništa više nego sjena. Ali šanse da se Prsten uništi bile su veoma male.
Prsten se nije mogao uništiti uobičajenim načinima. Nije ga se moglo oštetiti čak ni udarcem malja niti otapanjem u običnoj vatri. Zmajevska vatra mogla je uništiti manje Prstenove Moći, ali čak ni zmaj Ancalagon Moćni ne bi bio u stanju uništiti Jedinstveni. Jedini način na koji se to uistinu moglo napraviti je bilo da se baci u vatre Klete gore gdje je bio iskovan.
Ali nitko, čak ni Sauron, nije imao dovoljno snažnu volju za namjerno oštetiti Prsten. Sauron nije mogao niti zamisliti da bi itko to ikad pokušao. Jedinstveni Prsten je imao iznimno jak utjecaj na svakoga tko ga je nosio. I Isildur i Frodo Baggins imali su šansu da ga unište i u tome su zakazali, premda je Frodo hrabro pokušao.

### Utjecaj Prstena
Prsten je imao vlastitu volju. Mogao je napustiti svog nosioca s ciljem da se vrati Sauronu, s kojim je bio povezan. Prsten je skliznuo s Isildurova prsta na Gladdenskim poljima razotkrivši ga time orcima koji su ga progonili. Također je napustio i Golluma kad se njegov gospodar Sauron ponovno pojavio u tim dijelovima Međuzemlja. Frodo je bio u kušnji da stavi Prsten u prisutnosti Nazgula, s čime bi im otkrio i sebe i Prsten.
Iskušenje koje je izazivao Prsten bilo je golemo. Smeagol je ubio svog prijatelja Déagola u onom trenutku kad je prvi put pogledao Prsten i pokušao ga se dokopati, a kad ga je kasnije izgubio, bio je spreman vratiti ga na sve moguće načine. Boromir je silom pokušao oduzeti Prsten Frodu. Bilbo Baggins je bio neobičan po tome što se uspio odreći Prstena nakon što ga je nosio 60 godina, ali kad ga je ugledao nakon nekoliko godina, odmah je pao pod njegov utjecaj. Čak se i Gandalf bojao da neće uspjeti odoljeti Prstenovu iskušenju.
Prsten je bio apsolutno zlo. Svatko tko ga je nosio na kraju bi se okrenuo zlu, čak i ako bi započeo s dobrim namjerama - Gandalf je to znao, pa je Prsten odbio kad mu ga je Frodo nudio. Osoba velike moći bila je u mogućnosti rukovati Prstenom, možda i upotrijebiti ga da uništi Saurona, ali i ona bi podlegla njegovom zlu i vjerojatno bi samo zamijenila Saurona na prijestolju Gospodara tame.
Gandalf je vjerojatno bio jedina osoba u Međuzemlju pri kraju Trećeg doba koja je bila sposobna uz pomoć Prstena zamijeniti Saurona. Gandalf i Sauron su obojica bili Maiari koji su uzeli fizički oblik i tako bili jednake snage (iako je Sauron imao goleme vojske i mračne vještine, dok je Gandalf lutao od kraja do kraja, savjetujući kraljeve). Kad bi Gandalf imao Prsten to bi mu bila prednost, ali Prsten je bio vjeran samo Sauronu. Tko bi od njih pobijedio u tom natjecanju nadmoći volje upitno je, ali krajnji bi rezultat bio isti: Prsten bi na kraju bio pobjednik.
Drugi, kao Galadriel, Elrond, ili Aragorn, vjerojatno ne bi bili u stanju nadmašiti Saurona u obračunu licem u lice rukujući Prstenom. Aragorn bi bio prisiljen odmah predati Prsten Sauronu, kao što bi se dogodilo svakom smrtniku. Galadriel je imala viziju sebe kako zamjenjuje Saurona kao Kraljica tame, ali to je možda bila iluzija koju je stvorio Prsten, i kojoj se ona brzo oduprla.
Kako god bilo, jedan od njih je možda bio u stanju upotrijebiti Prsten da poveća svoju moć i pokuša izazvati Saurona vojnom silom. To je ono što je Boromir zamislio da je u stanju napraviti kad bi imao Prsten.
Boromir se jednako tako prevario u svojim pretpostavkama da je u sposobnosti upravljati Prstenom. Svejedno, kad bi itko uspio u tome, ne bi postao dobrohotan i mudar kralj, nego tiranin.
Obični smrtnici nisu mogli kontrolirati Prsten, ali davao je svakom nosiocu, prema njihovom stavu, moć koja je poboljšavala njegove prirodne moći. Smeagol, na primjer, postao je spletkar i lopov, potpomognut oštrim osjetilima i Prstenovom moći koja je nosioca činila nevidljivim.

### Nevidljivost
Jedno od Prstenovih najuočljivijih svojstava je da Prsten osobu koja ga je nosi čini nevidljivom, premještajući je u svijet Nevidljivoga. Ta osoba nije bila vidljiva ostalim očima, osim što je bila vidljiva nositeljeva sjena, iako samo pod jakim suncem, i slabašna. Ali Nazgûli su mogli vidjeti osobu koja je nosila Prsten, jer su oni sami pripadali svijetu Nevidljivoga, a nositelj Prstena mogao je vidjeti Nazgûle u njihovom pravom obličju, kao što ih je Frodo vidio na Vjetrovrhu.
Nazgûle je Prsten privlačio, i Sauron ga je također bio sposoban osjetiti. Postao je svjestan Froda kad je prvi put stavio Prsten na Amon Henu i kasnije na Kletoj Gori. Sam Gamgee je osjetio kako ga Sauron traži kad je upotrijebio Prsten na granici Mordora.
Sam je također razumio i Crni jezik orka dok je nosio Prsten, što je zapravo mogao biti učinak postojanja u Svijetu Utvara ili moć koju je Prsten pružao.
Ne bi svi postali nevidljivi dok su nosili Prsten. Sauron je nosio Prsten tijekom Rata Posljednjeg saveza, a zasigurno je bio vidljiv dok se borio s Elendilom i Gil-galadom i kad mu je Isildur otkinuo Prsten s prsta. Je li to bilo zbog toga što je Sauron bio tvorac Prstena ili je to bilo zbog moći koju je imao kao Maia, nije poznato. Tom Bombadil - besmrtno biće nepoznate prirode - isto je ostao vidljiv kad je stavio Prsten. On je također mogao vidjeti Froda dok je ovaj nosio Prsten.

### Produljivanje života
Prsten je neprirodno produljivao život smrtnika, tako da su se oni prolaskom godina sve više osjećali nepodnošljivo umornima. Smeagol je bio iz rase hobita s očekivanom životnom dobi od otprilike 100 godina, ali s Prstenom doživio je gotovo 600. Bilbu je također život bio produljen, i izgledao je jednako s 111 godina kao i s 50. Kad se odrekao Prstena, počeo je primjetno i ubrzano stariti.

### Dugotrajno nošenje
Prsten naposljetku proždre um svog nosioca. Hobiti su dokazali neobičnu otpornost njegovoj moći, ali usprkos svemu nisu mogli izbjeći njegovom utjecaju. Smeagolu je na samom kraju ostao samo mali djelić vlastitog uma. Čak se i dobronamjerni hobit kao Bilbo ponašao na neobičan način kada ga je Gandalf pokušavao uvjeriti da se okani Prstena. Froda je toliko izmučilo putovanje s Prstenom u Mordor da se nikad nije oporavio i morao je napustiti Međuzemlje kako bi pronašao mir.
Kad bi smrtnik duže vrijeme nosio Prsten, nestajao bi sve dok ne bi postao trajno nevidljiv. Zauvijek bi ostao zatočen u Svijetu Utvara pod Sauronovom vlašću, i na kraju bi bio prisiljen predati Prsten, koji bi slomio sve što je ostalo od njegova vlastitog uma - upravo se to dogodilo Nazgûlima, iako oni nisu nosili Jedinstveni prsten, već Devet prstenova.

## Povijest

### Prstenovi moći
Kako je Sauronova moć rasla u Drugom dobu, cilj mu je postala vlast ostalim rasama u Međuzemlju. Godine 1200., pojavio se eregionskim vilenjacima u lijepom obličju i predstavio se kao izaslanik Valara. Naučio je Celebrimbora i ostale vilenjake mnogim vještinama, i pod njegovim vodstvom oko 1500. godine započelo je kovanje Prstenova moći. I ostali Prsteni iskovani su u ovo vrijeme, uključujući i Sedam, koji su darovani patuljcima i Devet prstenova koji su darovani ljudima. Tri Prstena izradili su vilenjaci bez Sauronove pomoći, i ostavili ih sebi, ali su pri njihovom kovanju iskoristili znanja i vještine koje su od njega naučili.
Oko 1600., Sauron je iskovao Jedinstveni Prsten u vatrama Klete gore (Orodruina) u Mordoru. Stavio je Prsten i prozborio stihove koji su bili urezani u njega: Prsten Jedan da zavlada svima, Prsten Jedan što traži i seže, Prsten Jedan da spoji se s njima i u tami ih sveže. Vilenjaci su ga čuli i shvatili su da ih je prevario. Odmah su skinuli svoje Prstenove, i tako Sauron nije mogao upravljati njima.
Sauron se razbjesnio, i 1693. navijestio im rat uz pomoć kojega se htio domoći ostalih Prstenova moći. Vilenjaci ih nisu mogli sami uništiti pa su Tri Prstena skrivena: Galadriel je uzela Nenyu, a Gil-galad je uzeo Naryu i Vilyu. Vilenjaci su se zakleli da nikad neće koristiti Tri prstena dok je Sauron imao Jedinstveni u svojoj moći.
Sauronova vojska uništila je Eregion 1697., a on je prigrabio Devet prstena. Stavio je Celebrimbora na muke i tako saznao gdje je skriveno Sedam Prstenova. Očito je jedan Prsten bio dan patuljačkom kralju Durinu III., Gospodaru Khazad-dûma, ali Sauron je uzao ostale. Celebrimbor je odbio odati Sauronu gdje su bila skrivena Tri Prstena, i Sauron ga je dao ubiti.
Na kraju su Gil-galadove snage s Númenorejcima sklopili Posljednji savez, i zajednički uništili Sauronovu vojsku. Godine 1701. vratio se u Mordor.
Sauron je dao Devet prstenova ljudima, koji su koristeći ih postali veliki kraljevi i čarobnjaci. Ali ljudi koji su nosili Devet Prstenova postali su Sauronovim robovima preko moći Jedinstvenog prstena, i na kraju su polagano iščeznuli i postali Prstenove utvare, ili Nazgûli.
Šest vođa Patuljačkih kuća također su dobili Prstenove od Saurona. Sedmi Prsten, koji je već posjedovao Kralj Durinove kuće, također je bio podložan Jedinstvenom. Sedam prstenova povećali su njihovu pohlepu za zlatom, što je Sauronu na neki način pogodovalo. Međutim, ti Prstenovi nisu utjecali na patuljke na način na koji su utjecali na ljude. Patuljci su se dokazali otpornim na njihovu moć porobljavanja te nisu postali utvare. Sauron ih je zbog toga zamrzio i na kraju im je oduzeo tri od Sedam prstenova. Ostala četiri uništili su zmajevi.
Dok je nosio Jedinstveni prsten, Sauronova moć je rasla. Proglasio se Gospodarom Zemlje i proširio svoju vladavinu, osobito nad ljudima koji su živjeli na istoku i jugu. Ta vremena bila su poznata kao Crne godine, i mnogi narodi Međuzemlja živjeli su u strahu ili ropstvu. Lindonski vilenjaci ostali su slobodni u sjeverozapadnom Međuzemlju, ali mnogi su pobjegli u Besmrtne zemlje.

### Prsten u Númenoru
Godine 3262. Númenónorejci pod vodstvom kralja Ar-Pharazôna dolaze u Mordor i izazivaju Saurona. Númenorejska vojska je bila toliko moćna da su se Sauronove vojske u to vrijeme odbile boriti. Sauron je dopustio da ga zarobe i odvedu u Númenor jer je naumio iskvariti Númenorejce i pridonijeti njihovom potpunom uništenju.
Sauron je sa sobom uzeo Jedinstveni Prsten u Númenor, i s njim je mogao vladati umovima i željama mnogih Númenorejaca. Iskoristio je njihov strah od smrti i ljubomoru koju su osjećali prema besmrtnosti vilenjaka kako bi uvjerio Ar-Pharazôna da napadne Besmrtne zemlje. Númenor je bio uništen, potopljen pod Eruovim valovima. Sauronovo tijelo je isto tako bilo uništeno, ali njegov je duh pobjegao i vratio se u Mordor 3320., noseći Jedinstveni Prsten.

### Posljednji savez ljudi i vilenjaka
Sauron je iskoristio Prsten da si napravi novo obličje. Pozvao je k sebi svoje sluge i nastavio s planovima o vladanju Međuzemljem. Kad je saznao da su neki preživjeli s Númenora pod vodstvom Elendila stigli u Međuzemlje, Sauron je napao njihovo novo kraljevstvo Gondor 3429.
Elendil i Gil-galad ujedinili su se protiv Saurona u Ratu posljednjeg saveza, koji je započeo 3434. Sauronova vojska je bila poražena od strane ujedinjenih snaga ljudi i vilenjaka. Godine 3441. sam Sauron spustio se na bojno polje i borio se s Gil-galadom i Elendilom. Obojica su ubijena, ali zajedno su uspjeli srušiti Sauronovo fizičko tijelo.

### Prsten kod Isildura
Elendilov sin Isildur odrezao je Jedinstveni Prsten sa Sauronove ruke razbijenom oštricom Narsila, mača svog oca. Prsten je spalio njegovu ruku iznimnom vrućinom. Elrond i Círdan savjetovali su Isildura da odmah uništi Prsten u vatrama Klete gore, ali Isildur je odbio. Takva je bila moć Jedinstvenog Prstena: nitko ga nije mogao svojevoljno uništiti.
Zbog toga što je Prsten koji je sadržavao većinu Sauronove moći ostao neoštećen, njegov duh je preživio iako mu je tijelo bilo uništeno. Pobjegao je na istok i polako sakupljao snagu.
U 2. godini Trećeg doba, Isildur je putovao sjeverno do Arnora kad su njega i njegove ljude napali orci pokraj Gladdenskih polja. Orke je privukla moć Prstena, premda oni to nisu znali. Gotovo svi Isildurovi ljudi su poginuli, uključujući i tri njegova najstarija sina.
Isildur je shvatio koliko je glupo bilo zadržati Prsten. Nije mogao upravljati njime svojom voljom, i time onemogućiti orke. Bio je odlučan u tome da spasi Prsten, kojega je, kako je u tom trenutku mislio, morao predati na čuvanje Nosiocima Triju vilenjačkih prstenova.
Isildur je stavio Prsten da bi uspio pobjeći. Kad je to napravio, osjetio je bol koja ga je uvijek nakon toga pratila kao kad ga je Prsten prvi put spržio. Pokušao je prijeći Anduin, ali Prsten ga je izdao i skliznuo mu s prsta, otkrivajući ga tako Orcima koji su ga progonili. Isildura su pogodili strijelama i ubili, ali u kratkom trenutku prije smrti osjetio je olakšanje od tereta i boli koju mu je nanio Prsten.

### Prsten kod Sméagolla
Prsten je ostao u koritu rijeke i tako je bio izgubljen u vodama Gladdenskih polja gotovo 2500 godina. Sauron je polako vraćao svoju snagu. Ponovno si je stvorio fizičko tijelo i 1050. Trećeg doba vratio se u svoju utvrdu Dol Guldur u južnom Mrkodolu.
Sauron je htio pronaći Prsten kako bi mogao zapovijedati svojim snagama u punoj moći. Prsten se također htio vratiti svom gospodaru. Kad je ugledao priliku, godine 2463., uhvatio je pogled Déagola kojega je na dno rijeke povukla riba koju je pecao.
Kad je Déagolov prijatelj Smeagol ugledao Prsten, poželio ga je posjedovati. Zamolio je Déagola da mu ga pokloni kao rođendanski dar, ali kad je Déagol odbio, Smeagol ga je ubio i uzeo Prsten. Koristio ga je kako bi špijunirao i krao. Počeo se raspadati, izbjegavajući sunce i radeći čudne zvukove koji su mu i donijeli nadimak Golum. Uskoro ga je vlastiti narod počeo odbijati i on je napustio dom.
Golum je sa sobom uzeo Prsten i otišao u Magleno gorje 2470. godine. Tamo je proveo gotovo 500 godina, jer mu je Prsten produžio životni vijek. Usprkos svemu, nije iščeznuo, jer je bio od izdržljive hobitske sorte i nije ga često koristio u mraku planine. Ali um mu je bio proždren od Prstena. Držao ga je uza sebe koliko god je mogao iako mu je to uzrokovalo mnogo boli. Onda ga je pokušao skriti, ali neizdrživa potreba za njim nije mu dopustila da se dugo odvaja od njega. Prsten mu je postao mučenje i teret, a opet, nije ga se mogao odreći.
Do 2939., Sauron je saznao kako je Isildur stvarno završio. Poslao je svoje sluge da pretraže Gladdenska polja, ne znajući da je Prsten odavna nestao od tamo.
Čarobnjak Saruman također je želio posjedovati Prsten. Lagao je Gandalfu i ostalim članovima Bijelog vijeća o mjestu gdje se Prsten nalazi, govoreći da ga je rijeka odnijela u More. Odbio je Gandalfov savjet da istjeraju Saurona iz Dol Guldura jer se nadao da će se Prsten otkriti u blizini svog gospodara. Ali sad se bojao da će ga Sauron uspjeti pronaći, i pristao je napasti Dol Guldur 2941. godine.

### Prsten kod Bilba
Te iste godine, Prsten je napustio Goluma osjećajući da ga njegov gospodar traži. Skliznuo je s Golumovog prsta dok je lovio orke. Ali Prsten nije pronašao ork. Tu se uplela viša sila i pronašao ga je hobit Bilbo Baggins iz Shirea.
Golum je ubrzo shvatio da je Prsten kod Bilba, i proganjao je hobita kroz tunele. Prsten je skliznuo na Bilbov prst učinivši ga nevidljivim, i tako je uspio pobjeći. Bilbo je imao šansu ubiti Goluma, ali ga je poštedio iz milosti. Činjenica da je Bilbo svoje posjedovanje Prstena započeo činom milosrđa a ne ubojstva, pomogla mu je da se barem malo spasi od pune snage Prstenovog zlog utjecaja.
Sve u svemu, Prsten je ipak djelovao na Bilba. Na početku ga je držao skrivenog od svojih drugova i suputnika, a kasnije je lagao o tome kako ga je stekao. Tvrdio je kako mu je Golum svejedno namjeravao pokloniti Prsten kao nagradu za pobjedu u igri zagonetki. Gandalf ga je morao natjerati da mu prizna istinu, i bio je zabrinut zbog hobitove varke.
Bilbo se vratio u Shire i Prsten je ostao kod njega 60 godina. Kako su godine prolazile, činilo se kako Bilbo uopće ne stari. Ubrzo se počeo osjećati "tanko i razmazano, kao maslac namazan na previše kruha." (Prstenova družina: Dugo očekivana proslava). Postao je sve više zaokupljen Prstenom i stao ga je stalno nositi sa sobom u džepu. Ponekad se osjećao da je Prsten kao nekakvo Oko koje ga stalno promatra.

### Prsten kod Froda
Godine 3001. Bilbo je odlučio napustiti Shire u potrazi za mirom, i naumio je ostaviti Prsten svom nećaku i nasljedniku, Frodu Bagginsu. Ali kad je do tog trenutka i došlo, Bilbu je bilo teško odvojiti se od Prstena. Postao je sumnjičav i ljut kad ga je Gandalf pokušavao nagovoriti da ga napokon ostavi. Gandalf se iznimno zabrinuo kad je primijetio koliko je snažno Prsten zapravo utjecao na Bilba i počeo je sumnjati da to nije samo običan čarobni Prsten. Napokon, uz Gandalfovu pomoć, Bilbo se uspio odreći Prstena, i odmah je počeo osjećati svojim.
Gandalf je savjetovao Froda da nipošto ne upotrebljava Prsten te da ga čuva u tajnosti i sigurnosti. Gandalf se bojao da je Bilbov prsten jedan od Prstenova moći, ili čak Jedinstveni prsten. Pokušao je pronaći Goluma, uz pomoć Aragorna, graničara sa sjevera.
Golum je napustio Magleno gorje 2944. kako bi pokušao ponovno pronaći Prsten. Saznao je da je Bilbo došao iz Shirea, ali nikad nije dospio do tamo. Umjesto toga, ono što je ostalo od Prstenove moći privlačilo ga je u Mordor, gdje je Sauron pozvao sve zlo k sebi. Tamo je 3017. Golum bio zarobljen i mučen dok nije otkrio da Jedinstveni Prsten posjeduje Hobit po imenu Baggins, i da živi u Shireu. Ali Golum je uspio prevariti Saurona što se tiče mjesta gdje se Shire nalazi.
Golum je bio pušten s nadom kako će tako otkriti Sauronu gdje se Prsten nalazi. No, 1. veljače 3018., Goluma zarobljava Aragorn te ga dovodi u Mrkodol kako bi ga ispitao. U međuvremenu Gandalf otkriva svitak u arhivama Minas Tiritha, koji je napisao Isildur opisujući natpis koji se pojavio na Prstenu kad bi se ugrijao. Od Goluma je saznao da je Prsten bio pronađen na Gladdenskim poljima gdje je Isildur pao. Ostalo je samo još jedno pitanje koje bi potpuno dokazalo da je Bilbov Prsten uistinu Jedinstveni.
U travnju 3018., Gandaf se vratio u Shire. Prošlo je sedamnaest godina otkada je Frodo dobio Prsten i kao Bilbo izgledao je kao da vrijeme nema utjecaja na njega. Čuvao je Prsten na lancu, u svom džepu.
Gandalf je ispitao Prsten žareći ga u kaminu Vrećastog vijenca. Njegovi su se strahovi potvrdili kad su se pojavila žareća slova. Frodo je ponudio Prsten Gandalfu, ali čarobnjak je to odbio, jer se bojao da će doći u iskušenje da koristi i tako postane Crna sila kao Sauron. Shvativši kakvu je opasnost jedinstveni Prsten predstavljao, Frodo se ponudio da ga odvede izvan Shirea.

### Do Rivendella
Frodo i njegovi drugovi krenuli su 23. rujna i odmah su im se za petama pojavili Nazgûli, koje je Sauron poslao da se domognu Prstena. Dok je još bio u Shireu, Frodo je dvaput došao u iskušenje da stavi Prsten dok su Nazgûli bili u blizini, što bi im otkrilo Prsten. Oba se puta uspio svladati.
Na svom putovanju, Hobiti su sreli Toma Bombadila, koji je dokazao da je imun na moć Prstena. Stavivši Prsten na svoj prst ostao je vidljiv, a kad bi ga Frodo stavio, Tom ga je mogao vidjeti.
U Grobnom humlju, Froda je zarobila Grobna utvara koju je pozvao Gospodar Nazgûla. Frodo je opet došao u iskušenje da stavi Prsten, ali nije. Hobite je spasio Tom Bombadil.
U krčmi Propeti poni u selu Breeju, Prsten je skliznuo na Frodov prst, čime je on nestao u prostoriji punoj ljudi. Svjedoci toga su bili Bill Ferny i škiljavi Južnjak, koji su to odmah prenijeli Nazgûlima. Aragorn je također bio tamo, i ponudio je zaštitu Frodu. Te noći krčma je bila napadnuta, ali hobiti su pobjegli i napustili Bree s Aragornom sljedeće jutro.
Dne 6. listopada, Nazgûli su ih sustigli kod Vjetrovrha. Frodo je podlegao neodoljivom iskušenju da stavi Prsten. Kad je to i napravio djelomično je ušao u svijet utvara i vidio je Nazgűle kakvi zbilja jesu, s bijelim licima i prodornim očima. Nazgûli su i njega također mogli vidjeti. Frodo se pokušao oduprijeti boreći se svojim mačem i prizivajući ime Elbereth, jedne od Valara. Gospodar Nazgûla ubo ga je u rame Morgulskom oštricom, a vršak koji se slomio pokušavao se domoći Frodovog srca. Tada ih je Aragorn napao plamenim bakljama i Nazgûli su se povukli, nadajući se da će komadić Morgulske oštrice ubrzo početi djelovati na Froda pretvarajući ga u utvaru pod Sauronovom vlašću.
Nazgûli su progonili Froda do Bruinenskih gazova. Frodo je osjetio da ga Prsten prisiljava da stane i suoči se s Nazgûlima, ali oni su nestali u poplavi koju su stvorili Elrond i Gandalf. Elrond je uklonio vršak oštrice iz Frodovog ramena. Dok je Frodo bio onesviješten neka nepoznata osoba stavila je Prsten na snažan lanac i objesila ga oko Frodovog vrata.

### Prstenova družina
Bilbo je sad živio u Rivendellu, tamo je otišao kad je Gandalfu predao Prsten i bio je prijatelj s vilenjacima još od svojih pohoda s patuljcima kad je i našao Prsten. Ponekad je razmišljao da se vrati kući, zamoli Froda može li ga još jednom vidjeti i ponovno ga uzme.
Dne 25. listopada, Elrond je sazvao Vijeće da bi se odlučilo što napraviti s Prstenom. Među slušateljima je bio i Boromir, sin gondorskog namjesnika. Boromir i njegov brat Faramir obojica su sanjala da će Isildurova kletva biti prijetnja budućnosti Međuzemlja. Na Vijeću, Boromir saznaje da je Isildurova kletva zapravo Sauronov Jedinstveni Prsten. Na Vijeću se također doznaje da je Golum pobjegao i da je Saruman izdajica koji je na umu imao da se sam domogne Prstena.
Bilo je nekoliko prijedloga za rješavanje situacije. Erestor je pitao može li ga Tom Bombadil čuvati na sigurnome, ali Gandalf je rekao da iako Prsten nema moći nad Tomom, on sam nije imao moć nad Prstenom: nije ga mogao promijeniti i uništiti moć koju je imao nad ostalima. Tom je mogao uzeti Prsten kad bi ga zamolili, ali ne bi razumio potrebu da ga se drži na sigurnome, niti bi mogao izdržati Sauronov napad na njegov kraj.
Svi su se složili da nije moguće držati Prsten na sigurnome nigdje u Međuzemlju; čak ni Vilenjaci nisu imali moć da odbiju Sauronov napad. Nije ga se moglo ni poslati u Besmrtne zemlje, jer oni koji žive tamo odbili bi ga primiti; Prsten je bio odgovornost onih koji su živjeli u Međuzemlju. Glorfindel je savjetovao da ga se baci na dno Mora, ali Gandalf je upozorio da bi jednom dana mogao ponovno isplivati na površinu i da ga ne smiju ostaviti na teret budućim generacijama.
Boromir je mislio da mogu iskoristiti Prsten protiv Saurona. Ali Elrond je objasnio da nitko nije mogao koristiti Prsten bez da se preobrati na zlo.
Jedini način je bio da se Prsten uništi, a jedino mjesto na kojem se mogao uništiti bile su vatre Klete gore gdje je bio napravljen. Frodo Baggins se dobrovoljno javio da ponese Prsten u Mordor, a Elrond je primijetio: "Mislim da ste vi, Frodo, predodređeni za taj pothvat, i ako vi ne nađete pravi put, nitko ga neće naći." (Prstenova družina: Elrondovo vijeće). U tim riječima podsjećao je na Gandalfovo ranije opažanje da je moć veća od Prstenove bila ključna u trenutku kad ga je Bilbo pronašao, i da je Frodu bilo suđeno da ga posjeduje.
Osam drugova bilo je izabrano da prate Froda. Bili su to hobiti Sam Gamgee, Meriadoc Brandybuck, Peregrin Took, graničar Aragorn, sin namjesnika Gondora Boromir, vilenjak Legolas, patuljak Gimli i čarobnjak Gandalf. Prstenova družina krenula je na putovanje 25. prosinca 3018.
U siječnju 3019., Družina je ušla u napuštene patuljačke rudnike Moriju, gdje im je Golum pronašao trag. Frodo je kao nositelj Prstena osjetio zlo iza njih i ispred njih, i činilo mu se da ga zla bića također mogu osjetiti. Čuvar Vode na vratima Morije napao je baš njega, isto kao i vođa orka u Mazarbulskoj dvorani u rudnicima, jer iako je Moria nekad bila slavna palača patuljaka, koji su čak surađivali s vilenjacima iz obližnjeg Eregiona, sad je odavno napuštena. Nakon što su pobjegli orcima, gotovo na izlazu, Gandalf nestaje u ponoru u borbi s drevnim zlim bićem balrogom.
Družina je nastavila putovanje do Lothlóriena. Tamo je Frodo upoznao Galadriel, koja je posjedovala Nenyu, jedan od Triju Prstenova vilenjaka. Frodo je mogao vidjeti Nenyu na njenom prstu, dok Sam nije mogao. U Galadrielinom zrcalu, Frodo je vidio Sauronovo Oko, a Prsten je na to odgovorio, postavši iznimno težak, vukući Froda prema slici na zrcalu.
Frodo je ponudio Prsten Galadriel, ali ona ga je odbila iako je uništenje prstena značilo da će Tri Prstena izgubiti svoju moć i da će sve što je njima postignuto iščeznuti.

### Razdvajanje Družine
Nakon toga Družina je otputovala južno do Amon Hena, brda vida, gdje su trebali odlučiti treba li nastaviti ravno do Mordora ili skrenuti do Minas Tiritha, glavnog grada kraljevstva Gondora. Boromir je htio odnijeti Prsten u svoju prijestolnicu. Nadvladala ga je napast za njim, i mislio je da ga može iskoristiti da uništi Saurona. Prvo je u to pokušao uvjeriti Froda, a poslije mu je pokušao na silu oduzeti Prsten.
Frodo je stavio Prsten i pobjegao na Stolicu vida na Amon Henu. Osjetio je kako Sauronovo Oko traga za njim. Borio s utjecajem Prstena koji ga je iskušavao da se otkrije Sauronu. Napokon, uz pomoć Gandalfa (koji je pobijedio balroga, samo što oni to nisu znali), koji je tu borbu osjetio izdaleka, Frodo je uspio skinuti Prsten i Sauron ga nije mogao pronaći. Frodo je odlučio sam otići u Mordor, ali vjerni Sam Gamgee je išao s njim.
U isto vrijeme, skupina izdržljivih orka Uruk-haia iz Isengarda napala je družinu. Saruman ih je poslao da zarobe hobite jer je znao da jedan od njih ima Prsten. Uruk-haiji ugrabiše Merrya i Pippina, i Boromir umire braneći ih. Pippin je kasnije uspio prevariti jednog orka koji je tražio Prsten uvjerivši ga da ga on ima, što je pomoglo hobitima da pobjegnu.
Dne 29. veljače, Frodo i Sam otkrili su da ih Golum slijedi. Kao i Bilbo, Frodo je osjetio samilost prema Golumu i poštedio ga je. Golum se zakleo na Prsten da će služiti Froda, Prstenonosca.

### Put do Klete gore
Kako su se sve više približavali Mordoru, Frodo je osjećao kako se težina Prstena sve više povećava i da ga Oko Sauronovo traži. Gollum je isto tako osjetio kako ga Prsten mami i raspravljao je sa sobom samim da li da zadrži svoje obećanje ili ne. Mali dio Smeagola koji je ostao nije htio nauditi Frodu, ali dio Golluma je bio opčinjen željom za Prstenom i želio je sam postati njegovim gospodarom. Gollum je počeo smišljati plan kako da odvede Hobite u zamku.
Na Crnim Dverima, Hobiti su shvatili da tim putem ne mogu ući u Mordor.  Gollum im je ponudio da im pokaže tajni put kroz prolaz Cirith Ungola. Frodo je pristao, ali je upozorio Golluma da će Prsten pokušati iskriviti njegovo obećanje, čak ga i prevariti na kraju. Frodo je rekao da će, ako bude bilo potrebno, staviti Prsten i da tako Gollum neće moći oduprijeti nijednoj njegovoj zapovijedi.
U Ithilienu 7. ožujka, hobiti su susreli Boromirovog brata Faramira. Faramir je saznao da Frodo nosi Jedinstveni Prsten, ali bio je mudar, mudriji od brata, i znao da se takvog zla treba čuvati.
Nakon rastanka s Faramirom, Golum je poveo Hobite u Morgulsku dolinu gdje su vidjeli Gospodara Nazgűla koji je vodio ogromnu vojsku iz Minas Morgula. Sauron je spremao napad na Gondor. Vidio je i Pippina i Aragorna u palantíru, i bojao se da je to značilo da je Jedinstveni Prsten u rukama njegovih neprijatelja. Sauron je pretpostavljao da će Aragorn povesti vojsku protiv njega uz pomoć Prstena. Sauronu nije nijednom pomislio da bi netko došao u Mordor s namjerom da uništi Prsten.
Frodo je osjetio ogromno iskušenje da stavi Prsten u prisutnosti Gospodara Nazgula, ali se uspio oduprijeti. Golum ih je poveo uz stepenice Cirith Ungola putem iznad doline. Smeagol-dio Golluma pojavio se još jedan posljednji put kad je uočio hobite kako spavaju, i bio je na rubu pokajanja, ali tada se probudio sam i optužio ga za krađu. Trenutak je prošao, i Golum je poveo hobite u Shelobin brlog.
Sheloba, divovska paučica iz drevnih dana, ubode Froda i on ostade onesviješten njenim otrovom. Sam je vjerovao da je Frodo umro, pa je uzeo Prsten s namjerom da završi misiju kako je najbolje mogao. Ali tada se približi banda orka, i Sam stavi Prsten, kako ga ne bi vidjeli. Uspio je razumjeti govor Orka na Crnom jeziku i shvatio je da je Frodo još uvijek živ. Orci su odnijeli Froda u Kulu Cirith Ungola i Sam ih je slijedio.
Kad je Sam prešao prolaz i ušao u Mordor, osjetio je kako se moć Prstena sve više povećava kako se približavao mjestu gdje je bio stvoren. Iako nije nosio Prsten, osjetio je nadvladavajuću napast da prisvoji sebi i zazove Saurona. Prsten je dao Samu, priprostom vrtlaru, viziju silnog zelenog kraljevstva kojim bi on vladao. Ali Samova su hobitska čula pobijedila, i shvatio je da je vizija samo varka da stavi Prsten i tako se otkrije Sauronu.
Sam je ušao u kulu Cirith Ungola i pronašao Froda. Frodo je vjerovao da su Sauronovi sluge uzeli Prsten i da više nema nikakve nade. Kad je saznao da je Prsten u Sama, optužio je svog prijatelja da je lopov i zgrabi ga natrag. Frodo je odmah požalio zbog takve reakcije, shvativši da kakvu je Prsten stekao moć nad njim.
Frodo i Sam su započeli svoje putovanje preko Mordora 15. ožujka. Kako se Frodo sve više približavao Kletoj gori, um mu je sve više postajao opsjednut Prstenom i počeo ga je viđati pred sobom kao plameni kotač. Težina Prstena postala je gotovo nepodnošljiva. Kad su se počeli penjati uz obronke Klete gore 25. ožujka, Frodo je morao puzati dok ga Sam nije podignuo i nosio.

### Uništenje Prstena
Dok su se približavali Napuklinama usuda u Kletoj gori, napao ih je Golum koji je shvatio da je Frodo zapravo želio uništiti Prsten. Frodo se borio s iznimnom snagom kad mu je Golum pokušao oteti Prsten. Uz Prstenovu moć, Frodo se priličio kao zapovjednik koji je naredio Golumu da ga ostavi na miru. Ali Golumova vlastita žudnja za Prstenom je bila prevelika.
Na Napuklinama usuda, Prstenova moć potpuno je zavladala Frodom. Nije ga mogao uništiti i umjesto toga prisvojio ga je sebi. Do tog trenutka, Sauronovu pažnju zaokupljala je vojska koju je Aragorn poveo do Crnih dveri. Međutim, kad je Frodo stavio Prsten, Sauron ga je odmah postao svjestan i poslao je Nazgule prema Kletoj gori. Golum je napao Froda, borili su se na rubu ponora. Gollum je ugrizao Frodov prst i otkinuo mu ga, i u sreći da je napokon povratio "svoje Zlato" izgubio ravnotežu i pao u plameni ponor.
Prsten je bio uništen, i Sauron je napokon bio potpuno poražen. Bez moći koju je Prsten sadržavao, njegovo fizički oblik je bio uništen, a njegov duh se raspršio, bez doma i bez moći, bez ikakve nade da se ikad ponovno uzdigne. Kleta gora je erumpirala dok se Prsten otapao u njoj, Nazguli su se utopili u plamenu, a Barad-dur je bio razoren. Devet i Sedam prstenova izgubljeni su u uništenju Mordora. Tri Prstena su preživjela, ali njihove moći više nije bilo i sve što je njima bilo postignuto počelo je iščezavati.

### Nakon Sauronovog pada
Iako je teret Prstena nestao s Froda, duboko ga je pogodilo njegovo uništenje. Moć koju je imao nad njim je bila velika, rekao je, sve je bilo mračno i pusto. Zbog silne patnje koju je osjećao dok je nosio Prsten, i svih rana koje je zadobio na svom putovanju, nije više mogao pronaći mir. 21. rujna 3021., Frodo je napustio Međuzemlje s Bilbom i otplovio je u Besmrtne zemlje, gdje mu se kasnije pridružio i Sam, posljednji Prstenonosac.

## Dodatni izvori
O Prstenovima Moći i Trećem Dobu u Silmarillionu predstavlja sinopsis o povijesti i moćima Prstena.
Nekoliko poglavlja Nedovršenih Pripovijesti bavi se prstenom. Povijest Galadriel i Celeborna raspravlja o kovanju Prstenova Moći i ratu kojeg je Sauron vodio protiv Vilenjaka. Propast kod Gladdenskih Polja bilježi događaje u vrijeme Isildurove smrti i gubitka Prstena. Potraga za Prstenom daje nam više detalja o tome kako su Nazguli tragali za Frodom.
Tolkien raspravlja o Prstenu i njegovim moćima u nekoliko svojih Pisama. Pismo #131 govori o stvaranju Prstena i o tome kako je Sauron u njega prebacio svoje moći na vlastiti rizik. Pismo #246 govori o utjecaju Prstena na Froda i također sadrži nagađanje o tome što bi se dogodilo kad bi Aragorn, Gandalf, ili Galadriel prihvatili Prsten.  Pismo #211 raspravlja Sauronovo posjedovanje Prstena u Numenoru i o tome kako ga je uspio vratiti u Međuzemlje.
Opsežan FAQ Stana Browna odgovara na mnoga pitanja o svim prstenovima Moći.

## Važni datumi
- Drugo doba
  - 1200. Sauron dolazi eregionskim kovačima prerušen kao izaslanik Valara i podučava ih mnogim vještinama.
  - c. 1500. Vilenjački kovači počinju s kovanjem Prstenova moći pod Sauronovim naukama.
  - c. 1590. Tri Prstena Vilenjaka izrađeni su bez Sauronove pomoći.
  - c. 1600. Sauron kuje Jedinstveni Prsten u Kletoj gori. Celebrimbor i vilenjački kovači postaju ga svjesni i shvaćaju da su prevareni. Sauron koristi Prsten kako bi pojačao temelje Barad-dura.
  - 1693. Rat Vilenjaka i Saurona započinje. Tri Prstena su skrivena.
  - 1697. Sauronove snage uništavaju Eregion. Sauron ugrabi Devet Prstenova i šest od Sedam Prstenova.
  - 1701. Sauronove snage su poražene i on se vraća u Mordor.
  - c. 1800. Sauron počinje širiti svoju moć prema Istoku.
  - 2251. Prvi put se pojavljuju Nazguli.
  - 3262. Ar-Pharazon dolazi u Mordor sa silnom vojskom i zahtjeva od Saurona da se preda. Sauron dozvoljava da ga se povede u Numenor u nadi da će ih poraziti na drukčiji način. S vremenom postaje Ar-Pharazonov savjetnik i počinje ga kvariti uz pomoć Prstena.
  - 3319. Ar-Pharazon kreće u Besmrtne Zemlje s vojskom. Eru potapa njegovu flotu i Numenor je uništen pod valovima. Sauronovo tijelo je također uništeno, ali njegov duh uspijeva pobjeći i vratiti Prsten u Međuzemlje.
  - 3320. Sauron se vraća u Mordor. Elendil i njegovi sinovi utemeljuju kraljevstva Gondor i Arnor.
  - 3429. Sauron napada Gondor.
  - 3434. Započinje Rat Posljednjeg Saveza.
  - 3441. Saurona poražuju Elendil i Gil-galad i Isildur otkida Prsten s njegove ruke. Isildur odbija uništiti Prsten. Sauronov duh bježi iz njegova tijela i skriva se.
- Treće Doba
  - 2. Isildura ubijaju Orci na Gladdenskim poljima. Prsten je izgubljen u vodi.
  - 1050. Sauron dolazi u Dol Guldur u Mrkodolu.
  - c. 2463. Déagol pronalazi Jedinstveni Prsten i zbog toga je ubijen od Smeagola.
  - 2470. Smeagol uzima Prsten duboko u Maglovito gorje.
  - 2845. Sauron uzima posljednji od Sedam Prstenova od Thraina II.
  - 2939. Sauronovi sluge pretražuju Gladdenska polja u potrazi za Prstenom. Saruman, koji također želi pronaći Prsten, uznemiren je zbog toga.
  - 2941. Bilbo pronalazi Jedinstveni prsten u Gollumovoj spilji. Sarumna pristaje pomoći Bijelom Vijeću da istjeraju Saurona iz Dol Guldura.
  - 2942. Sauron se u tajnosti vraća u Mordor.
  - 2944. Gollum napušta svoje spilje u Maglovitom gorju i počinje tražiti Prsten.
  - 2951. Sauron se otkriva u Mordoru.
  - 3001. Bilbo predaje Prsten svome nasljedniku Frodu Bagginsu. Gandalf postaje sumnjičav glede Bilbova Prstena i započinje potragu za Gollumom uz Aragornovu pomoć.
  - 3017. Gandalf pronalazi svitak koji je napisao Isildur opisujući Jedinstveni Prsten u Minas Tirithu. Golluma zarobljava Sauron. Mučen je i ispitivan o Prstenu i Sauron saznaje imena Shire i Baggins. Gollumu je dopušteno pobjeći.
  - 3018.
    - 1. veljače: Golluma zarobljava Aragorn.
    - 21. ožujka: Gollum je doveden u Mrkodol.
    - 23. ožujka: dolazi Gandalf i ispituje Golluma.
    - 12. travnja: Gandalf dolazi u Vrećasti Vijenac.
    - 13. travnja: Gandalf shvaća da je Bilbov Prsten Jedinstveni Prsten zbog natpisa i ispriča Frodu njegovu povijest. Frodo odlučuje napustiti Shire s Prstenom.
    - 20. lipnja: Nazguli napadaju Osgiliath. Gollum bježi iz zarobljeništva.
    - 1. srpnja: Kralj-vještac u tajnosti vodi Nazgule iz Minas Morgula preko Anduina u lovu na Prsten.
    - 23. rujna: Frodo napušta Vrećasti Vijenac.
    - 24. rujna: Froda dvaput gotovo otkrijvaju Nazguli ali on bježi neotkriven.
    - 27. rujna: Tom Bombadil stavlja Prsten ali ne postaje nevidljv.
    - 28. rujna: Hobite zarobljava Barrow-utvara. Frodo se odupire stavljanju Prstena.
    - 29. rujna: Prsten sklizne na Frodov prst u Propetom Poniju, što su svjedočili ljudi koji su o tome obavijestili Nazgule. Aragorn nudi Frodu vodstvo.
    - 6. listopada: Nazguli napadaju Vjetrovrh. Frodo stavlja Prsten i ranjen je od Kralja-vješca.
    - 20. listopada: Nazguli progone Froda do Bruinenskih gazova.
    - 24. listopada: Bilbo moli da ponovno vidi Prsten.
    - 25. listopada: Sastaje se Elrondovo Vijeće kako bi raspravilo što se mora učiniti s Prstenom. Frodo dobrovoljno pristaje odnijeti Prsten u Mordor kako bi ga uništio.
    - 25. prosinca: Frodo i Prstenova Družina napuštaju Rivendell.

  - 3019.
    - 13. siječnja: Družina ulazi u Moriju. Froda napada Čuvar Vode. Gollum otkriva njihove tragove.
    - 15. siječnja: Froda napada vođa Orka u Mazarbulskoj dvorani. Gandalf pada u ponor s Balrogom.
    - 14. veljače: Frodo nudi Psrten Galadriel, ali ona ga odbija.
    - 26. veljače: Boromir pokušava oduzeti Prsten Frodu. Frodo stavlja Prsten i Oko Sauronovo ga skoro pronađe. Frodo odlazi u Mordor sa Samom. Sarumanovi Uruk-haiji napadaju Družinu kako bi uzeli Prsten. Boromir je ubijen, a Merry i Pippin zarobljeni.
    - 29. veljače: Frodo otkriva da ga Gollum prati i pošteđuje mu život. Pippin prevari Grishnakha da pomisli kako on ima Prsten. Pippin i Merry bježe.
    - 4. ožujka: Smeagol i Gollum raspravljaju o tome što će napraviti. Gollum počinje razrađivati plan kako će povesti Hobite u Shelobin brlog.
    - 5. ožujka: Frodo i Sam dolaze do Crnih Dveri i shvaćaju da ih ne mogu prijeći. Gollum predlaže da ih povede tajnim putem. Pippin pogleda u palantir i suočava se sa Sauronom, koji pogrešno zaključuje da on ima Prsten.
    - 6. ožujka: Aragorn se otkriva Sauronu u palantiru. Sauron počinje sumnjati i priprema se napasti Gondor.
    - 7. ožujka: Faramir odolijeva iskušenju da otme Prsten Frodu.
    - 10. ožujka: Frodo i Sam uoče Gospodara Nazgula koji vodi vojsku iz Minas Morgula. Frodo odolijeva napasti da stavi Prsten.
    - 11. ožujka: Gollum posjećuje Shelobu. Vraća se i pronalazi Froda kako spava i gotovo se pokaje, ali se predomišlja kad ga Sam optužuje za krađu.
    - 12. ožujka: Gollum vodi Hobite u Shelobi brlog.
    - 13. ožujka: Sheloba ranjava Froda. Sam uzima Prsten misleći da je Frodo mrtav. Frodo je odnesen u kulu Cirith Ungola.
    - 14. ožujka: Sam pronalazi Froda u kuli Cirith Ungola.
    - 15. ožujka: Frodo i Sam bježe iz kule.
    - 24. ožujka: Hobiti dolaze do obronaka Klete gore.
    - 25. ožujka: Frodo dolazi do Napuklina usuda i prisvaja si Prsten. Gollum odgrize Frodov prst i upada u plameni ponor. Prsten je uništen i Sauron je potpuno poražen.

  - 3021.
    - 29. rujna: Frodo i Bilbo napuštaju Međuzemlje s nosiocima Triju Prstena.
- Četvrto Doba
  - 61.
    - 22. rujna: Sam slijedi Froda preko Mora.

## Imena
Jedinstveni Prsten, Prsten: 

Prsten kojega je stvorio Sauron bio je jedinstven i neponovljiv. Vilenjaci su imali Tri Prstena, patuljci Sedam, a ljudi Devet.
Prsten Gospodar, Prsten Vladar:

Preko jedinstvenog Prstena, Sauron je mogao vladati svim ostalim Prstenovima Moći.
Veliki Prsten:

Jedinstveni Prsten bio je najveći od svih Prstenova Moći.
Prsten Propasti:

Da je Sauron dobio Prsten u Trećem dobu, Međuzemlje bi vjerojatno u potpunosti pripalo njemu.
Zlato:

Najčešće ga je tako zvao Gollum, iako su taj naziv koristili i ostali Prstenonosci: Isildur, Bilbo i Frodo.
Isildurova kletva: 

Prsten je nazvan Isildurovom kletvom jer je bio ključan u Isildurovoj smrti kad mu je skliznuo s prsta i otkrio ga Orcima. Kletva je uzrok smrti, uništenja, ili razaranja.